# 63-й укреплённый район
63-й укреплённый район, Минско-Слуцкий укреплённый район  — формирование (воинская часть) и оборонительное сооружение (укреплённый район) РККА СССР, часть так называемой Линии Сталина, ставшей фактором срыва наступления по плану «Барбароссы» в Великой Отечественной войне. Сокращённое наименование формирования — 63 УР.

## История

### Сооружения
Строительство Минского укрепрайона (Минского УР) как фортификационного сооружения началось в 1932 году на основании Постановления СТО СССР от 15 февраля 1932 года.
Полоса района обороны была утверждена решением Народного Комиссара обороны от 11 апреля 1932 года в следующем виде: обвод укреплённого района по линии Околово — Плещеницы — Жуковка — Заславль — Койданово — Станьково в составе 6 батальонных районов по 19 сооружений, 4 батальонных районов по 15 сооружений и 7 отдельных ротных районов по 5 сооружений: всего 209 сооружений. После ряда изменений 1-я очередь укреплённого района к 1938 году состояла из 10 батальонных районов и 7 отдельных ротных районов. Они включали в себя 242 пулемётные огневые точки, 16 пушечных полукапониров на две 76-мм пушки, одно пушечный капонир на 4 пушки и 9 противотанковых огневых точек с башнями от танков Т-26. Всего укрепрайон располагал 644 станковыми пулемётами, 36 единицами 76-мм пушек и 9 единицами 45-мм пушек. Глубина района составляла от километра до пяти с половиной километров. К концу 1938 года укрепрайон был ещё усилен.
В том же 1938 году было начато строительство Слуцкого укрепрайона южнее Минского. Его полоса проходила по линии Великая Раевка — Тимковичи — Семежево. К осени 1939 года в 5 узлах обороны были возведены 145 сооружений из запланированных к постройке на 1938—1939 годы, и осенью 1939 года дальнейшее строительство было законсервировано.
В октябре 1940 года Минский и Слуцкий укреплённые районы были объединены в один Минско-Слуцкий укреплённый район, и таким образом, полоса обороны района составила около 200 километров.

### Формирования
Из-за переноса линии обороны на запад в апреле 1941 года в Минском укрепрайоне из шести пулемётно-артиллерийских батальонов остался всего один (101-й ОПАБ). Назначенный командиром капитан Арсений Сугаков, принимая дела, обнаружил, что личного состава едва хватало для несения караульной службы, сохранившееся на складах вооружение и оборудование некомплектно или неисправно, в некоторых дотах испорчены связь и электроснабжение, а значит, не работает вентиляция, отводящая пороховые газы при стрельбе и позволяющая бойцам дышать.
28 мая командующий округом Д. Г. Павлов отдал приказ приступить к ремонту и маскировке дотов. После инвентаризации имущества Сугаков доложил о недостатках командующему, которую тот на совещании 3 июня высмеял. «И даже упрекнул в том, что будучи в запасе, я отстал как командир, — вспоминал А.Сугаков. — Вот его подлинные слова: „Капитан Сугаков не знает, что у нас на новой границе построена другая линия обороны. А в старые доты колхозы будут картофель ссыпать“… 15 июня 1941 года я получил приказ установить заново оружие в доты. С такой работой и за десять дней не справишься. К тому же нужны были специалисты по инженерной части. Поэтому я обратился за помощью к первому секретарю Заславского райкома партии, и мне выделили на три дня 85 парных повозок, запряжённых лошадьми. День и ночь мы развозили вооружение по дотам. Участок был протяжённостью от Дзержинска до Плещениц [115 км]. Из 242 пулемётных дотов оружия хватило лишь на 105 дотов. Инженеров по восстановлению оборудования жизнеобеспечения дотов штаб округа не прислал. Восстанавливать электроснабжение и вентиляцию пришлось самим».
Сложность оборудования ДОТа оружием заключается в том, что обычный станковый пулемёт устанавливается там на жёстком казематном станке, который наводку по горизонтали осуществляет не руками стрелка, а ногами, поворачивая всю установку влево-вправо. Пулемёт подключается к системе отвода пороховых газов, чтобы люди не угорели в замкнутом пространстве каземата. Ещё более серьёзной задачей была установка артиллерийских орудий: для них требовался специальный капонирный лафет и особенно усиленная работа вентиляции из-за гораздо больших объёмов пороховых газов.
30 мая 1941 года к батальону Сугакова присоединились ещё три артиллерийско-пулемётных батальона, управление укрепрайона и взвод связи, 18 взводов капонирной артиллерии, вооружённых 76-мм пушками и 9 отделений противотанковой артиллерии с «сорокапятками».
Как воинская часть 63 УР сформирован в Белорусском особом военном округе 4 июня 1941 года. Гарнизон района к началу войны составляли четыре пулемётно-артиллерийских батальона и до полного комплектования ему недоставало двух батальонов. Комендантом укрепрайона был назначен полковник Сергей Филиппович Ляльков, а начальником штаба капитан Иван Кузьмич Юхимец.
В действующей армии с 22 июня 1941 года по 28 сентября 1941 года.
63 УР расформирован 28 сентября 1941 года (но в составе РККА не значится с 10 июля 1941 года).

## Бои Великой Отечественной войны

### Диспозиция сил при наступлении на Минск
На Минск с запада наступали 7-я, 20-я и 12-я танковые дивизии вермахта, которым противостояла на фронте протяжённостью около 50 км всего одна 64-я стрелковая дивизия, прибывшая из Смоленска. Её артиллерия имела лишь оперативный запас снарядов в передках, а следовавший за ней эшелон с боеприпасами попал под немецкий авиаудар в Колодищах. Оказался отрезанным от частей дивизии и огромный склад боеприпасов Белорусского округа у Дзержинска.
Со стороны Барановичей, с юго-запада, на Минск двигались немецкие 17-я и 18-я танковые дивизии, которым преградила путь 108-я стрелковая дивизия, занимавшая фронт в 40 км.
Обе эти дивизии опирались на доты Минского укрепрайона. Восточнее Минска в посёлке Уручье находилась 100-я стрелковая дивизия и 161-я была в резерве, причём первая из них, укомплектованная по штатам мирного времени, вообще не успела получить артиллерии.
24-25 июня 1941 года укрепления района заняли подошедшие дивизии. По воспоминаниям командира 64-й стрелковой дивизии С. И. Иовлева:

«Вначале думалось, что нашу участь облегчат ДОТы, но на рекогносцировке выяснилось, что их трудно, а иногда и совсем невозможно использовать по прямому назначению. Специальных войск не было, оружие и приборы наблюдения отсутствовали, связь, свет, вентиляция не действовали. Проволочные заграждения были сняты. Никаких документов (схем расположения огневых средств, управления, карточек огня) у нас не было».
С 26 июня 1941 года укрепрайон и дивизии, занявшие его, вступили в бои.

### Срыв планов вермахта
Согласно планам гитлеровского командования, Минск должен был пасть 27 июня. Однако ожесточённое сопротивление советских войск помешало их реализовать. В сводке немецкой 12-й танковой дивизии за 26 июня записано:
«Сопротивление советских войск стало сильнее, чем в предыдущие дни боёв. Особенно это касается района укреплений старой русской границы северо-восточнее Ракова. Отмечен также и сильный огонь русских из лесных массивов и населённых пунктов. Появились у русских и снайперы — в одном пехотном взводе выстрелами в голову убито 12 солдат из 45!».
Получив подкрепление мотострелковым батальоном и танковым полком, 12-я танковая дивизия так и не смогла 27 июня войти в город, пытаясь сломить сопротивление защитников советских дотов.
«Западнее Заславля на уничтожение 26 русских бункеров дивизии пришлось потратить целых два дня, -- свидетельствует рапорт о боях 27 и 28 июня. — В полосе наступления дивизии почти все без исключения доты были хорошо замаскированы, имели обширные, перекрывающие друг друга сектора обстрела, которые эффективно прикрывали дороги и подступы к самим сооружениям. Почти во всех бункерах были обнаружены по 3 амбразуры. Наблюдение из дотов велось через перископы. Некоторые из бункеров имели полностью изолированные друг от друга казематы, от чего приходилось отдельно уничтожать каждый из них.
Чтобы выявить тщательно замаскированные доты, группа танкового полка, обходя фронт с севера, вызвала огонь укреплений на себя. Группа понесла большие потери, но в результате были выявлены все огневые точки противника. Чтобы покончить с русскими, охранявшими свои доты, были применены тяжёлые миномёты и навесной огонь 105-мм орудий. Когда в целом с гарнизонами было покончено, наступило время ведения огня прямой наводкой. 37-мм противотанковые пушки пробивали бронезаслонки амбразур, а скорострельные 20-мм зенитные автоматы ставили точку в уничтожении защитников укреплений.
Как только доты были подавлены, штурмовые группы на танках Panzer IV врывались на позиции русских и довершали их разгром.
Сопротивление русских было разным и, возможно, зависело от личности командира. Одни гарнизоны дотов дрались до последнего солдата. Другие закрывали амбразуры при первом же выстреле прямой наводкой и поднимались в атаку. Третьи покидали казематы и занимали позиции в предполье, где оборонялись с исключительным упорством. Были и такие умолкшие бункеры, что не подавали никаких признаков жизни. Но когда штурмовые группы думали, что с русскими уже покончено, они вдруг открывали кинжальный огонь в упор. Такие „воскресшие“ доты вечером 27 июня наделали нам немало бед, чем замедлили продвижение дивизии вперёд. Поэтому рекомендуется все без исключения бункеры уничтожать силами специальных сапёрных команд».

### Значение
Ожесточённое сопротивление советских бойцов, в том числе в ДОТах на стратегических линиях наступления, задержало продвижение частей вермахта, командование которых скоро осознало, что оставлять в тылу эти огрызающиеся боевые точки нельзя. В журнале боевых действий 20-й танковой дивизии за 28 июня указывалось: «При быстром прорыве 7-й танковой дивизии к Смолевичам позиции русских дотов севернее Минска были заняты немецкими войсками лишь частично, что привело к перебоям со снабжением и даже полной остановке наступления. Раненый в бою командир танкового полка полковник Ротенбург был убит, когда его пытались доставить в тыловой госпиталь. Учтя это, командование 20-й и 12-й танковых дивизий решили возобновлять свои наступления только после полного уничтожения защитников советских дотов. До сих пор большой брешью в немецких позициях у Минска является разрыв фронта в районе Воложина. Части 20-й танковой дивизии весь день ведут ожесточённые бои в полосе дотов и несут при этом существенные потери. Погиб командир полка и ещё 8 офицеров». 

#### Потери ресурсов
Всего три танковые дивизии вермахта, по их отчётам, потеряли в трёхдневных боях за столицу Белоруссии 210 машин из имевшихся 784 (целую дивизию), при том, что за 40-дневную кампанию во Франции потери вермахта составили 640 танков. В донесениях РККА числится около 300 танков. Командир 64-й стрелковой дивизии Сергей Иванович Иовлев объяснял это расхождение в цифрах так: «Что касается 300 танков, якобы уничтоженных под Минском нашими воинами, то я считаю, что в этом деле должна быть полная объективность. Ведь что значит поджечь бутылкой с бензином один танк врага или подорвать его связкой гранат? А означает это величайшее мужество воина, его огромную силу воли, собранную в кулак, чтобы бороться с бронированным чудовищем и победить его. Это, наконец, огромная психологическая борьба с самим собой, с инстинктом самозащиты человека.
Что касается сожжённых танков, то их под Минском немцы потеряли не меньше сотни. Подбитых же могло быть и двести. Ведь стоит в танке разбить гусеницу, как он тут же остановится. Наши воины законно считали его подбитым. А этот танк после несложного ремонта уже через час опять шёл в бой, где его снова могли подбить. И так не один раз! А вот сожжённые танки не всегда подлежали восстановлению. А вообще под Минском хотя бои были скоротечными, но носили ожесточённый характер».
Германское командование впервые столкнулось со столь внушительными потерями и вынуждено было констатировать, что «за всё время боёв по прорыву рубежей дотов северо-западнее Минска три танковые дивизии понесли такие потери, что запланированное на 2 июля возобновление наступления, придётся осуществлять при наличии в своём составе 70 % танков».

#### Возможность вывести войска при отступлении РККА
Отчёт из журнала боевых действий 20-й танковой дивизии за 27 июня свидетельствует, что советские части упорно сопротивляются окружению и стараются вывести как можно больше войск на восток. Из защитников ДОТов уцелели немногие: большинство погибли, часть людей попало в окружение и в плен, прорвались к своим за Березину единицы.
Благодаря задержке немцев в Минском укрепрайоне, в район Полоцка успели прибыть полностью укомплектованные стрелковые дивизии из Удмуртии, Перми, Башкирии и Челябинска, которые смогли держать оборону уже 20 дней.

## Состав

### 1939 год
По состоянию на октябрь 1939 года
- управление (штаб) района
- 12-й отдельный пулемётно-артиллерийский батальон (до начала войны убыл в Замбрувский УР)
- 13-й отдельный пулемётно-артиллерийский батальон (до начала войны убыл в Осовецкий УР)
- 14-й отдельный пулемётно-артиллерийский батальон (до начала войны убыл в Замбрувский УР)
- 87-й отдельный пулемётно-артиллерийский батальон
- 101-й отдельный пулемётно-артиллерийский батальон
- 112-й отдельный пулемётно-артиллерийский батальон (до начала войны убыл в Осовецкий УР)

### 1941 год
По состоянию на май 1941 года
- управление района
- 16-й отдельный взвод связи
- 101-й отдельный пулемётно-артиллерийский батальон (3-ротного состава)
- 102-й отдельный пулемётно-артиллерийский батальон (3-ротного состава)
- 134-й отдельный пулемётно-артиллерийский батальон (4-ротного состава)
- 136-й отдельный пулемётно-артиллерийский батальон (4-ротного состава)
- 163-й отдельный пулемётно-артиллерийский батальон (3-ротного состава)
- 18 отдельных взводов капонирной артиллерии и 9 отделений противотанковой обороны

## В составе
| Дата            | Фронт (округ)  | Армия | Корпус (группа) | Примечания |
| --------------- | -------------- | ----- | --------------- | ---------- |
| 22.06.1941 года | Западный фронт | —     | —               | —          |
| 01.07.1941 года | Западный фронт | —     | —               | —          |
| 10.07.1941 года | Западный фронт | —     | —               | —          |

## Командный состав

### Минский УР
- Коменданты:
  - Март 1932 — январь 1933 — Гайлит, Ян Петрович
  - Февраль 1933 — ноябрь 1936 — комбриг Померанцев, Фёдор Алексеевич
- Начальник штаба:
  - Егорычев, Николай Иванович
- Начальник инженеров:
  - Загорулько.

### Минско-Слуцкий УР
- Коменданты:
  - полковник Сергей Филиппович Ляльков (убит в первые дни войны)